# Petroesfera

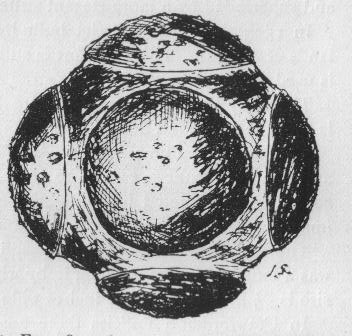
Aquesta bola de pedra tallada (petroesfera) va ser trobada a la granja Jock's Thorn a Kilmaurs, Escòcia.

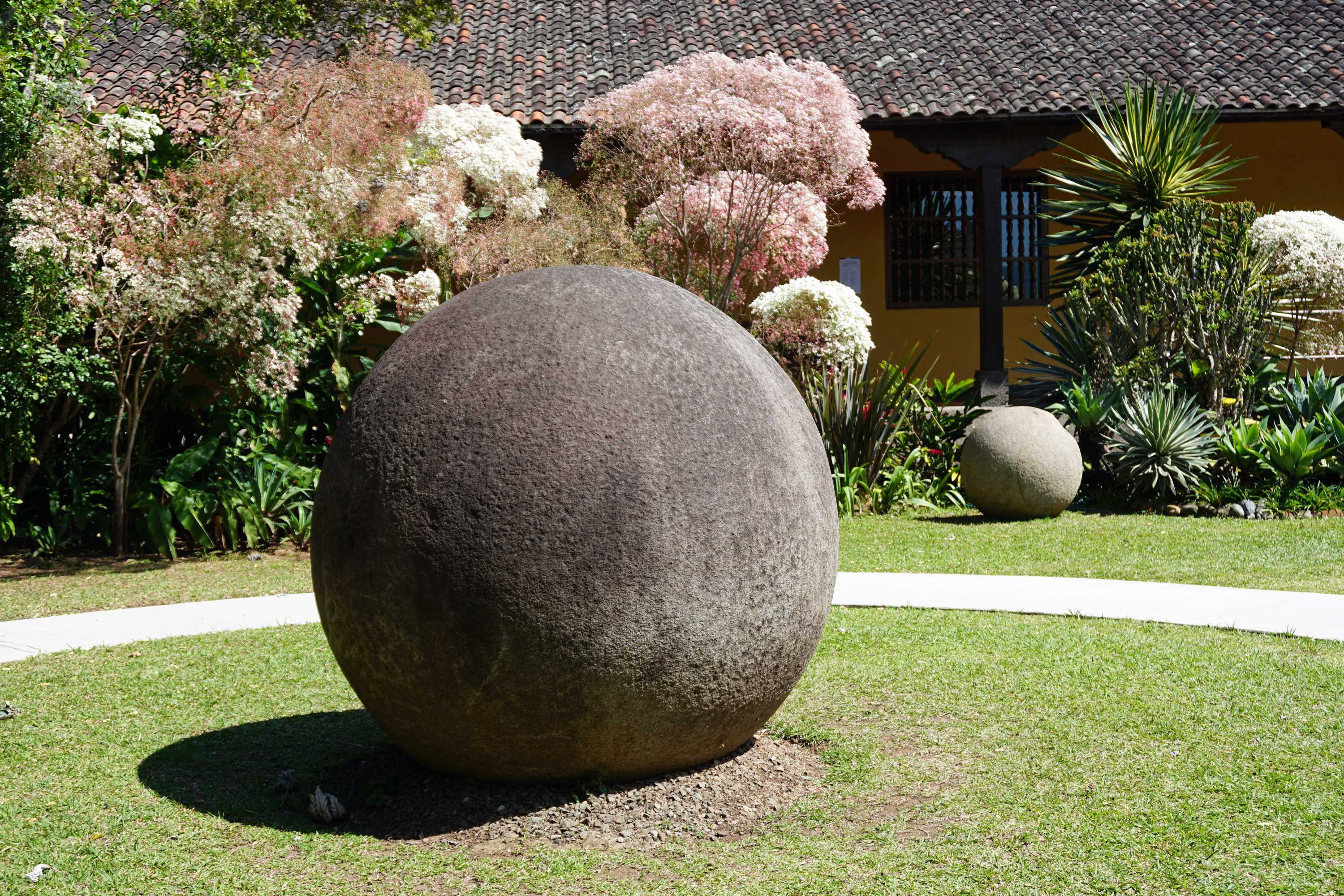
Esferes de pedra de Costa Rica

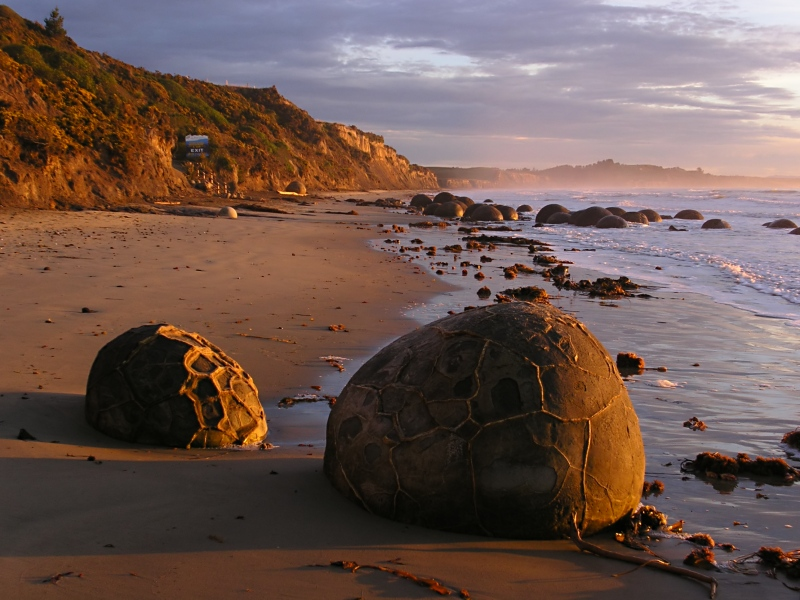
Blocs de Moeraki (Nova Zelanda). No poden ser considerades com petroesferes per ser d'origen completament natural.

En arqueologia, una petroesfera (del grec petros, que significa 'pedra', i sphaira, que significa 'bola' o 'esfera') és el nom de qualsevol objecte artificial esfèric de qualsevol grandària fabricada en pedra. Aquests artefactes, principalment prehistòrics, poden haver estat creats i/o seleccionats, però alterats d'alguna manera, incloent el tallat i el pintat, per dur a terme una funció específica.
Existeixen diverses classes de petroesferes, com les esferes de pedra de Costa Rica; còdols pintats d'Escòcia; amulets de pedra d'Escòcia; boles de pedra gres de llocs com Traprain Law; les boles de pedra tallada, que són principalment d'Escòcia, encara que també s'han trobat a Cumbria i Irlanda, i pedres tallades per a munició de canons i catapultes.
Existeixen boles de pedra formades naturalment, com les concrecions Cannonball i megaesferulites, que han estat, de vegades, mal identificades com a petroesferes. Per exemple, els arqueòlegs marginals i els defensors dels visitants extraterrestres prehistòrics han afirmat en repetides ocasions que les boles de pedra, que varien en diàmetre de 0,61 a 3,35 m, que es troben al voltant de Cerro Piedras Bola a la serra d'Ameca, entre Ahualulco de Mercado i Ameca, Jalisco (Mèxic), són petroesferes. No obstant això, aquestes boles de pedra natural són megaesferulites que han estat alliberades per l'erosió d'una tova de flux de cendra de 20 a 30 milions anys d'antiguitat, on, al principi, es trobaven atrapades des de la seva formació. Els defensors d'aquestes boles de pedra com a veritables petroesferes basen els seus arguments en les falses afirmacions que totes aquestes esferes són perfectament rodones, que estan compostes de granit i que els processos naturals no poden produir boles de pedra. De la mateixa manera, les concrecions Cannonball, és a dir, les que es troben al llarg del riu Cannonball a Dakota del Nord i les de prop de Moeraki, Illa Sud (Nova Zelanda), també s'han identificat erròniament com petroesferes.